# Liga de Béisbol Profesional de la República Dominicana 2002-03
La temporada de la Liga Dominicana de Béisbol Profesional 2002-2003 fue la 49.ª edición de este campeonato. La temporada regular comenzó en octubre de 2002 y finalizó en diciembre de 2002. El Todos contra Todos o Round Robin inició a finales de diciembre de 2002 y finalizó en enero de 2003. La Serie Final se llevó a cabo, iniciando y concluyendo en el mismo mes de enero de 2003, cuando las Águilas Cibaeñas se coronaron campeones de la liga sobre los Leones del Escogido.